# Herbert Seiler
Herbert Seiler war ein deutscher Landrat.

## Leben
Er trat der NSDAP bei und wurde nach dem deutschen Überfall auf Polen 1939 in den besetzten Gebieten als Kreisdeputierter und Kreisleiter tätig. Am 3. Dezember 1940 wurde Seiler zum kommissarischen Landrat des Landkreises Mackeim eingesetzt. Mit Wirkung vom 1. Januar 1942 übernahm er offiziell dieses Amt in Mackeim. Er blieb bis Januar 1945 im Amt.